# Helmut Newton
 (mai 2025).
Si vous disposez d'ouvrages ou d'articles de référence ou si vous connaissez des sites web de qualité traitant du thème abordé ici, merci de compléter l'article en donnant les références utiles à sa vérifiabilité et en les liant à la section « Notes et références ».
Pour les articles homonymes, voir Newton.
Helmut Newton, né Helmut Neustädter le 31 octobre 1920 à Berlin et mort le 23 janvier 2004 à Los Angeles, est un photographe australien d'origine allemande.
Il est connu pour ses photographies de mode et de nus féminins. Il a photographié de nombreux modèles parmi lesquelles Catherine Deneuve, Sylvie Vartan, Brigitte Nielsen, Grace Jones, Kate Moss, Karen Mulder, Monica Bellucci, Cindy Crawford et Claudia Schiffer.

## Biographie
De père juif allemand et de mère américaine, le jeune Helmut suit ses études au lycée Werner von Trotschke de Berlin, puis à l'École américaine de Berlin. Il s'intéresse très tôt à la photographie et, dès 1936, devient l'élève de la photographe allemande Else Simon, dite « Yva », à qui il doit son style de photographie. Il quitte l'Allemagne nazie en 1938 : après avoir travaillé pendant un temps à Singapour, il émigre en Australie. Pendant la Seconde Guerre mondiale, il rejoint l'armée australienne, où il est affecté à la logistique comme chauffeur de camion.
En 1948, il épouse l'actrice australienne June Brunell. Après la guerre, il travaille comme photographe indépendant, en réalisant des photos de mode ainsi que des travaux pour le magazine Playboy. À la fin des années 1950, il se concentre davantage sur les clichés de mode.
Il s'installe à Paris, rue Aubriot, en 1961 et devient un photographe de mode très productif. Il réalise des séries de mode pour de nombreux magazines, en particulier dans Vogue. Son style, parfois d'une subjectivité sensuelle, est marqué par un érotisme glacé, par des scènes stylisées et, souvent, par une violence sous-jacente. À partir de 1970, sa femme June se lance aussi dans la photographie sous le nom d'Alice Springs. En 1977, le couple déménage rue de l'Abbé-de-l'Épée, toujours à Paris.
À partir de 1981, Helmut Newton réside à Monaco et à Los Angeles.
Le 23 janvier 2004, Helmut Newton est victime d'une sévère crise cardiaque au volant de son SUV Cadillac SRX, offert la veille par un dirigeant de la société General Motors, en sortant du parking de l'hôtel Château Marmont. Il perd le contrôle de sa voiture qui accélère, heurte une photographe (Ann Johansson) puis percute de face un mur à la sortie du parking. Transféré au service des urgences de l'hôpital Cedars-Sinai à West Hollywood, il est rapidement déclaré mort. Selon sa volonté, ses cendres sont inhumées à Berlin au cimetière Friedhof Schöneberg III (de) (Stubenrauchstraße 43-45), près de la tombe de Marlene Dietrich.

## Prix et distinctions

### Prix
- 1990 : Grand Prix national de la photographie
- 2004 : Lucie Award, New York

### Décorations
- 1989 : Chevalier dans l'ordre des Arts et des Lettres (France)
- 1992 :
  - Grand Croix du mérite allemand
  - Officier des Arts, Lettres et Sciences (Monaco)
- 1996 : Commandeur dans l'ordre des Arts et des Lettres (France)[2]

## Expositions, musées, collections

### Expositions
- 2012 : Rétrospective, Grand Palais, Paris (du 24 mars au 17 juin, prolongée jusqu'au 30 juillet)
- 2013 : White Women, Sleepless Nights, Big Nudes, Palais des expositions, Rome (du 6 mars jusqu'au 21 juillet)[3]
- 2013 : Musée des Beaux-Arts de Budapest (du 4 avril au 14 juillet)
- 2016 : Helmut Newton, musée de la photographie, Amsterdam (de juin à septembre)
- 2017 : Icônes, Musée de la photographie, Nice (du 17 février au 28 mai 2017)[4]
- 2024 : Celebrating Silver, exposition collective célébrant la beauté et l'impact des tirages obtenus grâce au support de la gélatine argentique, avec des photographies, entre autres, de Richard Avedon, Irving Penn, Don McCullin, Hiro, Horst P. Horst, Jeanloup Sieff, Helmut Newton, Robert Mapplethorpe, Daido Moriyama, Herb Ritts, Albert Watson, Hamiltons Gallery, Londres, du 7 février au 9 mars 2024 [5],[6]

### Musées
En octobre 2003, Newton offre mille de ses photographies à la ville de Berlin. Ses œuvres et sa succession sont exposées au musée de la photographie (de) dans le quartier chic de Berlin-Charlottenburg.

## Œuvre

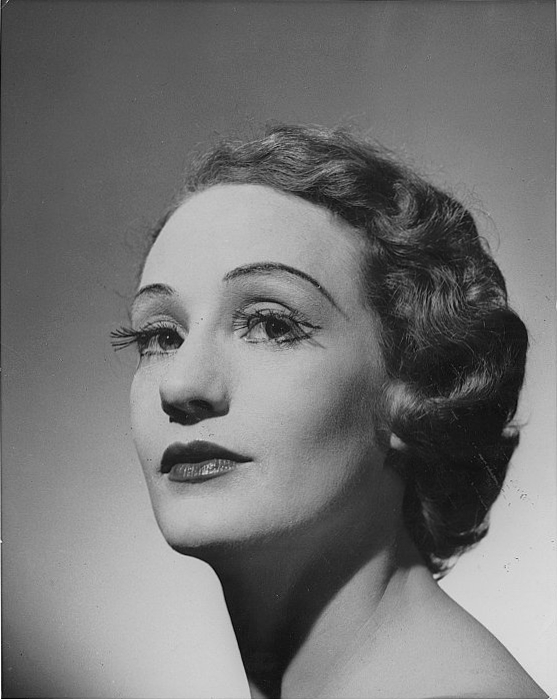
Portrail de Laurel Martyn par Helmut Newton, Bibliothèque nationale d'Australie, 1952.

Fasciné par l'œuvre de Leni Riefenstahl, Helmut Newton a notamment photographié Jean-Marie Le Pen avec deux dobermans, à la manière d'Adolf Hitler.

### Sumo
Sumo (en), une anthologie regroupant 400 clichés de Helmut Newton, est l'ouvrage le plus célèbre du photographe. Pour ce livre hors-norme de 35,4 kg, le designer Philippe Starck a créé un présentoir spécial. La seule imprimerie qui a pu en tirer les 10 000 exemplaires est une maison italienne spécialisée dans l'impression de la Bible. L'exemplaire no 1, signé par les célébrités photographiées, a atteint la somme record de 620 000 marks lors d'une vente aux enchères à Berlin. Durant un an, de 2009 à 2010, la Helmut Newton Foundation de Berlin a célébré les dix ans de la publication de l'ouvrage.
- Sumo - Cologne, Paris : Taschen, 2000 ; rééd. « compacte » 2009  (ISBN 978-3-8365-1730-0)

### Helmut Newton Fondation
En 2003, il fonde la Fondation Helmut Newton afin de promouvoir, préserver et présenter les œuvres photographiques de Helmut et June Newton (Alice Springs). En octobre de la même année, la Fondation obtient de la Fondation pour l'Héritage Culturel Prussien l'autorisation d'occuper à des fins d'expositions les deux premiers étages de l'ancien casino militaire de Charlottenburg (Berlin). Depuis 2004, les collections de la Fondation occupent le bâtiment avec le Musée de la Photographie. Depuis sa création, la Fondation présente une à deux expositions par an à partir des photographies de Helmut et June Newton ainsi que d'autres photographes (David Lachapelle, James Nachtwey...). La Fondation a accueilli en 2016 et 2018 le mois européen de la photographie.

### Autres publications
- Helmut Newton autoportrait ,Robert Laffont, Paris, 2004,2023 traduit de l'anglais (USA) par Anatole Muchnik  (ISBN 978-2-221-27259-6), 304.p., (édition originale  (ISBN 0-385-50807-7) Nan.A.Talese/Rando House, Inc., New York)
- Playboy's Helmut Newton - Chronicle Books, August 2005  (ISBN 978-0-8118-5065-0)
- Autobiographie - Munich : Goldmann, 2005  (ISBN 978-3-442-15290-2)
- Big Nudes - Munich : Schirmer/Mosel, 2004  (ISBN 978-3-8296-0139-9)
- Helmut Newton's illustrated - Munich : Schirmer/Mosel, 2000  (ISBN 978-3-88814-613-8)
  - Vol. 1. Sex and Power
  - Vol. 2. Pictures from an exhibition
  - Vol. 3. I was here
  - Vol. 4. Dr Phantasme
- Pola Woman - Munich : Schirmer/Mosel, 2000  (ISBN 978-3-88814-749-4)
- Portraits : Bilder aus Europa und Amerika - Munich : Schirmer/Mosel, 2004  (ISBN 978-3-8296-0146-7)
- Private Property - Munich : Schirmer/Mosel, 1989  (ISBN 978-3-88814-340-3)
- Sleepless nights - Munich : Schirmer/Mosel, 1991  (ISBN 978-3-88814-421-9)
- Welt ohne Männer - Munich : Schirmer/Mosel, 1993  (ISBN 978-3-88814-130-0)
- White Women. - Munich : Schirmer/Mosel, 1992  (ISBN 978-3-88814-281-9)